# Diomede Carafa
Diomede I Carafa fue un noble del Reino de Nápoles y escritor nacido en 1407 y fallecido en 1487.
Mediante otro privilegio suscrito en el Castelnuovo de Nápoles, a 23 de diciembre de 1484, el mismo monarca confirmó al citado Diomede Carafa la tierra de Capligia, Grotta Castagnara, Sant Angelo a Scala, Pietrastornina que el rey había vendido para los gastos de guerra de Otranto contra los Turcos (cita de la obra sacada de La nobilta del regno delle due Sicilie, escrita por Erasmo Ricca, Napoli, Agostino Pascale, 1859).

## Biografía
Diomede fue conde de Maddaloni y de Cerreto, célebre por su valor militar como por su erudición.
Diomede fue íntimo familiar y supremo consejero del rey de Nápoles Alfonso V de Aragón y de su hijo Fernando I de Nápoles y escribió una obra sobre el oficio de Príncipe examinada por la duquesa de Ferrara, y su traducción en latín la hizo Pietro Gravina y publicada en Bolonia en 1530 en 4.º, y otra similar versión la hizo Batista Guarino, publicada en Nápoles en 1668.
Aparecen  más noticias de este docto caballero, Diomede I Carafa, en la "Historia genealogica della famiglia Carafa" escrita por Biagio Aldimari. Benedetto Croce, en su obra España en la vida italiana del Renacimiento, señala que "por encargo y a nombre de Fernando de Aragón, Caraffa, escribió un memorial de advertencias políticas y militares para Enrique IV de Castilla, en una de tantas ocasiones en que aquel príncipe botarate tenía necesidad de consejo".

## Obras
- De Regentis et boni Principiis officiis
- De institutioni vivendi, se halaba en la biblioteca de Parma, en pergamino.
- Gli Ammaestramenti militari,..., Napoles, 1608, en 4.º.
- Componimenti poetici en Suelta di Rime di diversi signori napolitani, 1556, en 8.º.
- Memoriali, Roma, Bonacci, 1988 8.º ( edición crítica de Franca Petrucci Nardelli).